# Mycobacterium bohemicum
Mycobacterium bohemicum là một loài của ngành actinobacteria (vi khuẩn  Gram dương  với hàm lượng cao guanine và cytosine, một trong những ngành lớn trong tất cả các vi khuẩn), thuộc chi Mycobacterium.
Mycobacterium bohemicum là một vi khuẩn không phải lao đã được phân lập từ mô động vật và môi trường của con người. M. bohemicum ảnh hưởng đến mô mềm trong tế bào động vật. Mycobacterium bohemicum được xác định vào năm 1998 khi phân lập từ đờm từ bệnh nhân Hội chứng Down 53 tuổi bị bệnh lao  M. bohemicum đã được báo cáo và ghi nhận ở 9 bệnh nhân trên toàn thế giới. Các báo cáo về vi khuẩn đã được ghi nhận từ Phần Lan và Áo. Ở trẻ em, M. bohemicum đã gây ra viêm hạch sau mãn tính và dưới hàm dưới. Việc cắt bỏ các hạch bạch huyết đối tượng cùng với liệu pháp kháng khuẩn làm tăng sức khỏe của các đối tượng trong vòng chưa đầy 12 tháng.
Các hạch bạch huyết của các đối tượng đã được băm nhỏ và nhuộm màu theo kỹ thuật Ziehl-Neelsen. Trong vòng 12–17 ngày, nuôi cấy có thể được thực hiện có thể được phân tích ở mức độ phân tử "Richter". M. bohemicum chứa các kết hợp của α-, keto-, metoxy-, và dicarboxy-mycolates mà không thường thấy trong vi khuẩn phát triển chậm [3]. Các đặc tính khác biệt của M. bohemicum có thể nhận biết được bởi trình tự nucleotide 16S rDNA duy nhất của nó cũng như sự biến đổi của nó trong vùng thứ tự ITS của 16S-23S.

## Tính năng kiểu hình
- Nhạy cảm với các hợp chất như prothionamide, cycloserine, clarithromycin, gentamicin, amikacin.[1]
- Chịu được các hợp chất như isoniazid, streptomycin, ethambutol, rifampin và ciprofloaxin.[1]
- Nhiệt độ tối ưu là khoảng 37 độ C.[1]
- Hoạt tính enzyme - xét nghiệm dương tính yếu đối với urease.[1]

## Tính năng kiểu gen
- Để xác định M. bohemicum, chuỗi kết quả của nó được phân lập và so sánh với cơ sở dữ liệu quốc tế.[2]
- M. bohemic, đặc điểm di truyền phân biệt hai loại vi khuẩn.[7]
- Các trường hợp gia tăng có thể xuất hiện do việc cải thiện chẩn đoán vi sinh.[1]

Chuủn loại: chủng CIP 105808 = CIP 105811 = DSM 44277 = JCM 12402